# Ботвиньево (Тульская область)
Ботвиньево — деревня в Одоевском районе Тульской области России.
В рамках административно-территориального устройства является центром Ботвиньевской сельской администрации Одоевского района, в рамках организации местного самоуправления включается в сельское поселение Восточно-Одоевское.

## География
Расположена в 24 км к юго-востоку от райцентра, посёлка городского типа Одоев, и в 60 км к юго-западу к областного центра, г. Тулы.

## Население
| 2002 | 2010 |
| ---- | ---- |
| 256  | ↗258 |